# Croutoy
Croutoy är en kommun i departementet Oise i regionen Hauts-de-France i norra Frankrike. Kommunen ligger i kantonen Attichy som tillhör arrondissementet Compiègne. År 2022 hade Croutoy 205 invånare.

## Befolkningsutveckling
Antalet invånare i kommunen Croutoy
| Referens: INSEE |